# Жију (Француска)
Жију (фр. Gioux) насеље је и општина у централној Француској у региону Лимузен, у департману Крез која припада префектури Обисон.
По подацима из 2011. године у општини је живело 177 становника, а густина насељености је износила 4,73 становника/km². Општина се простире на површини од 37,42 km². Налази се на средњој надморској висини од 780 метара (максималној 886 m, а минималној 608 m).

## Демографија
| 1962. | 1968. | 1975. | 1982. | 1990. | 1999. | 2011. |
| ----- | ----- | ----- | ----- | ----- | ----- | ----- |
| 309   | 313   | 233   | 210   | 214   | 198   | 177   |

График промене броја становника у току последњих година